# Echo (Lied)
Echo ist ein Lied der georgischen Sängerin Iru. Mit dem Titel vertrat sie Georgien beim Eurovision Song Contest 2023 in Liverpool.

## Hintergrund
Der Song wurde von Giorgi Kukhianidze, Beni Kadagidze mit Iru Chetschanowi geschrieben. Es handelt sich um einen Popsong, eine „dramatisch komponierte und inszenierte Powerballade mit kantigen aber eingängigen kaukasischen Ethno-Einflüssen“, die „sich zu einem ausdrucksstarken Midtempo-Höhepunkt mit schroffer Bridge“ steigert. Im Lied geht es um „die ultimative Liebe einer Frau“ („My love is my crown“) und eine intensive Partnerschaft („Going through the life together“). Iru beschrieb ihren Titel wie folgt:

„The message of the song is the fight of love and the manifest of faith. Echo is my inner voice and manifestation of love and peace.“

Der Song wurde am 16. März 2023 veröffentlicht. Iru war durch ihren Sieg bei The Voice Georgia als Teilnehmerin Georgiens für den ESC ausgewählt worden. Die Auswahl des Titels Echo erfolgte dann intern.

## Beim Eurovision Song Contest
Georgien nahm mit dem Titel am 67. Eurovision Song Contest teil, der vom 9. bis 13. Mai 2023 stattfand. Echo wurde dem zweiten Halbfinale zugelost und startete dort an 11. Stelle von 16 Teilnehmern. Mit 33 Punkten und einem 12. Platz konnte sich der Titel jedoch nicht für das Finale des Wettbewerbs qualifizieren.